# كاليب ستارك
كاليب ستارك (بالإنجليزية: Caleb Stark)‏ هو سياسي أمريكي، ولد في 3 ديسمبر 1759 في دونبارتون في الولايات المتحدة، وتوفي في 28 أغسطس 1838 في الولايات المتحدة.